# Anita Endrezze
Anita Endrezze (nascuda el 1952) és una poeta, escriptora i artista nord-americana resident a Washington.

## Biografia
Endrezze va néixer a Long Beach, Califòrnia, el 1952. Reclama ascendència yaqui del seu pare i ascendència europea (eslovè, alemany-romanès i italià del nord) de la seva mare.
Es va graduar amb un màster a la Eastern Washington University .

## Carrera
Endrezze és contacontes, artista i professora. Imparteix cursos universitaris i la seva obra ha estat traduïda a set idiomes, publicada a deu països. Ha participat a la Sèrie de Ponents del Consell de l'Estat de Washington per a les Humanitats.

## Poeta i artista
El març de 2000 es va publicar el llibre d'Endrezze Tirant foc al sol, aigua a la lluna. El llibre està il·lustrat amb les seves pintures.
Un llibre de poemes d'Endrezze, At the helm of twilight, va guanyar el 1992 el premi Bumbershoot/Weyerhaeuser i el premi d'escriptura del governador per a l'estat de Washington. També va rebre una beca d'Artist Trust per ajudar-la a investigar Throwing Fire at the Sun, Water at the Moon. Lune D'Ambre, un llibre dels seus poemes traduïts al francès i publicat a França per la distingida casa Rogerie, i un llibre, The Humming of Stars and Bees and Waves, publicat a Anglaterra per Making Waves Press, s'uneix a les seves publicacions internacionals, juntament amb una novel·la infantil, The Mountain and the Guardian Spirit, (CDForlag) en danès.

## Personal
Endrezze viu a Everett, Washington, està casada i té dos fills.

## Premis
El llibre d'Endrezze At the Helm of Twilight va ser el guanyador del Washington Governor's Writers Award i el 1992 Bumbershoot/Weyerhaeuser Publication Award.

## Llibres d'Anita Endrezze
- Throwing Fire at the Sun, Water at the Moon, (Sun Tracks, V. 40), University of Arizona Press. Ressenya a Voices in the Gaps. Pàgina de l'editor
- El brunzit de les estrelles i les abelles i les ones, Making Waves Press.
- al capdavant del crepuscle, Broken Moon Press. Una ressenya d' At the Helm of Twilight de Leslie Ulman de la Kenyon Review
- Burning the Fields, a Confluence Chapbook, Confluence Press, Lewis and Clark State College.
- The North People, The Blue Cloud Quarterly Press.

### Llibres de text
- Aproximació a la literatura al segle xxi, Peter Schakel i Jack Ridl (Editors), Bedford/St. Martins Press.
- Tres gèneres: l'escriptura de poesia, ficció i drama, Stephen Minot, Prentice Hall.
- Aproximació a la poesia: perspectives i respostes, Peter Schakel i Jack Ridl, St. Martin's Press.
- Western Wind: An Introduction to Poetry, de John Frederick Nims, McGraw Hill Text.
- Somnis i viatges interiors: un lector per a escriptors, Marjorie Ford, Jon Ford, Harpercollins College Div.
- Elements of Literature, de Robert Anderson, Holt Rinehart i Winston.
- Yo Words, One Reel, Seattle 1994
- "La noia que estimava el cel"

### Entrevistes
- Aquí primer, Arnold Krupat, Brian Swann (Editors), Random House

## Obra publicada en traducció
- Lune d'Ambre, (Rougerie, 1993) poemes en francès.
- Bjerget og Skystsaanden (La muntanya i l'esperit guardià) (CDR Forlag, 1986)
- Un llibre infantil en danès